# Вільгельм IX (герцог Аквітанії)
Вільгельм (Гільєм, Гійом, Гільйом) IX Трубадур (окс. Guilhem IX le Troubadour de Peiteus d'Aquitaine, фр. Guillaume IX le Troubadour; 22 жовтня 1071-10 лютого 1126) — герцог Аквітанії та Гасконі у 1086—1127 роках, граф Пуатьє у 1086—1127 роках (як Вільгельм VII), граф Тулузи у 1098—1100 та 1110—1120 роках (як Вільгельм V). також відомий як поет-трубадур, за що отримав своє прізвисько. «Перший трубадур» Прованса. Іноді його називають Франсуа Війоном XII ст.

## Життєпис

### Молоді роки
Походив з династії Рамнульфідів. Народився 22 жовтня 1071. Син Вільгельма VIII, герцога Аквітанії та Гасконі, графа Пуатьє, й Ґільдегарди (доньки Роберта I, герцога Бургундії). Народження спадкоємця стало причиною великого свята при Аквітанському дворі, але він вважався незаконнонародженим через попередні розлучення батька і кровне споріднення між батьками. Незабаром Вільгельм VIII здійснив паломництво до Риму і домігся папського затвердження свого третього шлюбу і легітимізації спадкоємця.

### Герцог Аквітанії
Вільгельм успадкував герцогство у віці п'ятнадцяти років після смерті батька. В 1088 році у віці шістнадцяти років Гільйом одружився з дочкою Фулька IV Ірменгардою, на думку сучасників, красивою і добре освіченою жінкою. Але Ірменгарда була неврівноваженою, примхливою, легко переходила від радості до смутку. Вона могла після подружньої сварки піти до монастиря, потім, наче й не було нічого, раптово з'явитися при дворі. Так як вона була нездатна зачати дитину, Гільйом відправив її до батька в 1091 році і розірвав шлюб.
Невдовзі стикнувся з численними повстання феодалів: Ебле де Шатільйона, Бозона да ла Марша, Гі VI Лузіньяна, Вільгельма Талаферрона, графа Ангулема. У 1091 році Вільгельм IX завдав ворогам поразки, в одній з битв загинув Бозон дела Марша, в результаті чого між його союзниками почалася боротьба за графство Ла Марш. Ще 1090 року анульовано шлюб з першою дружиною. 1093 року герцог втрутився у боротьбу, захопивши частину володіння Партене.
1094 року пошлюбив доньку Вільгельма IV, графа Тулузи.
В 1095 запросив папу Урбана II провести Різдво при його дворі. Папа закликав його взяти участь в першому хрестовому поході, але Гільйом був більш зацікавлений у використанні відсутності учасника походу Раймунда IV Тулузького, дядька Філіпи, його дружини. Гільйом захопив Тулузу в 1098 році, за це йому загрожувало відлучення від церкви. 1099 року сприяв заснуванню абатства Фонтевро.

### Хрестовий похід
Почасти через бажання примиритися з церковною владою, а почасти з бажання побачити світ, він взяв участь в Хрестовому поході 1101. Для того, щоб отримати кошти на це підприємство, Гільйом був змушений повернути Тулузу Бертрану, сину Раймунда IV.
Відправився в Святу землю через Німеччину, Балкани і Константинополь в 1101 і залишався там до наступного року. Він брав участь в основних боях в Анатолії і часто терпів поразки. На початку вересня 1101 його воїни потрапили у засідку, зроблену султаном Іконії — Килич-Арсланом I, були оточені і розбиті при Гераклеї. Супроводжувала їх маркграфиня Іда Австрійська, яка зникла. Гільйом ледь врятувався, і, згідно з повідомленням Ордеріка Віталія, прибув в Антіохію з шістьма людьми свити.

### Боротьба з феодалами
У жовтні 1102 року повернувся до Пуатьє. Перші роки доклав зусилля для відновлення фінансових втрат в результаті походу. 1104 року втрутився у боротьбу між Анжуйським графом Фулько IV Багатим і його батьком Жоффруа IV, а потім сином Фулько V Молодим (1092-1144), родичами першої дружини. Зумів зайняти прикордоння з Анжу, а 1106 року, коли Фулько IV став новим Анжуйським графом, то отримав від нього замки в області Мірабо, чим захистив кордон графства Пуатьє. Протягом 1108—1109 року виступив проти роду Лузіньян, які грабували монастирські землі Сен-Максен.
В 1104 Гільйом надав підтримку бенедиктинському абатству Фонтевро. Основне будівництво в монастирі велося в 1110-1119 роках.

### Граф Тулузи
В 1110 році, в період малолітства Альфонса Журдена, другого кузена Філіпи, Гільйом IX знову захопив землі графства Тулуза, але після десятирічної війни в 1120 року змушений був від них відмовитися.
Вільгельм IX два рази відлучався від церкви і обидва рази повертався в її лоно. Перший раз він був відлучений в 1114 році за підозрою в порушенні церковних податкових пільг. Коли єпископ Пуатьє П'єр II вимовляв анафему герцогу, той вийняв меч і з лайкою пообіцяв убити його, якщо не отримає відпущення гріхів. Єпископ, схиливши голову, завершив читання. За свідченням сучасників, Гільйом майже готовий був завдати удару, але передумав, сказавши: «Я ненавиджу вас настільки, що не хочу відправляти в рай».
Вдруге Вільгельм був відлучений за викрадення віконтеси Амоберги де Л'Іль-Бушар (у віршах він називав її Данжероса), дружини свого васала Аймері I де Шательро. Викрадення було скоєно при повній згоді дами. Гільйом поселив її у вежі Мальбергіон в своєму замку в Пуатьє (звідси віконтеса отримала ім'я Ла Мальбергіон), а її портрет наказав намалювати на своєму щиті.
Дружина Вільгельма IX Філіпа вдалася до допомоги папського легата, але герцог навідріз відмовився розлучитися з коханкою. Принижена Філіпа віддалилася в 1116 році в абатство Фонтевро, де знаходилася також перша дружина Гільйома Ірменгарда Анжуйська. 28 листопада 1118 Філіппа померла в абатстві Фонтевро. після цього становище Вільгельма IX в графстві тулузькому значно погіршилося. 1119 року він втратив місто Тулуза.

### Останні роки
Стосунки між герцогом і його сином Вільгельмом також були напруженими. Але малоймовірно, що це був результат сварки Вільгельма IX з дружиною через віконтесу, і що молодший Гільйом підняв повстання проти батька, як стверджував Ральф де дискет. Інші джерела категорично відкидають подібне припущення. Ральф де Дисето повідомляє, що повстання почалося в 1113 році, коли майбутньому Вільгельму X було тринадцять років, а зв'язок його батька з Данжероссою ще не почався. Батько і син помирилися після укладення в 1121 році шлюбу між молодим Вільгельмом і Елеонорою де Шательро, дочки Данжеросси від Аймері, віконта де Шательро.
Після смерті Філіпи Ірменгарда прибула до двору Пуатьє, заявивши, що саме вона є герцогинею Аквитанською. Імовірно це була помста за жорстоке поводження чоловіка. У жовтні 1119 вона звернулася до папи Калікста II, зажадавши нового відлучення для Вільгельма, вигнання Данжеросси з герцогського палацу і відновлення себе в правах законної дружини. Папа відмовився задовольнити її домагання, проте Ірменгарда ще кілька років докучала Вільгельму.
З 1119 по 1123 Вільгельм IX в союзі з королем Арагона Альфонсо I і племінником по сестрі воював проти сарацинів, відстоюючи нову столицю Сарагосу. Між 1120 і 1123 роками Гільйом вступив в союз з Королівством Кастилії і Леона. Аквітанські війська воювали з кастильцями за взяття Кордови. В цей час послабилася його влада в Оверні, де місцеві єпископи зверталися по допомогу до Людовика VI, короля Франції. До 1123 року втратив усі володіння в графстві Тулузькому, окрім графств Перігор і Ажан.
Вільгельм IX мав репутацію посереднього державного діяча. Можливо, що при такому способі життя тільки протекція троюрідного брата — папи римського Калікста II сприяла зняттю другого церковного відлучення з Вільгельм IX.
Похований у соборі Монтьєрнеф міста Пуатьє.

## Родина
1 Дружина (з 1089) — Ірменгарда Анжуйська (1068—1146), дочка Фулька IV, графа Анжу. Розлучення в 1090
2 Дружина (з 1094) — Філіпа Тулузька (пом. 1117), дочка Гільйома IV, графа Тулузи. Розлучення в 1115
Діти:
- Гільйом X (1099—1137) — герцог Аквітанії і граф Пуатьє з 1026.
- Агнес —  1-й чоловік Емері VI (пом. 1127), віконт де Туар; 2-й чоловік Раміро II (1075—1157), король Арагона.
- Філіпа —  чоловік Елія IV де Талейран (пом. після 1131), граф де Перігор.
- чотири дочки.

3 Дружина — Емері де Ларошфуко, віконт де Шательро.
Діти:
- Раймунд (1099/1115—1149) — князь Антіохії по праву дружини з 1136 року.
- Генріх (пом. після 1132) — єпископ Суасона.
- Аделаїда — чоловік Рауль де Фай.
- Сибілла (пом. бл. 1134) — абатиса Сента.

Позашлюбні зв'язки:  Амоберга де Л'Іль-Бушар (на прізвисько Данжероса), 

## Творчість
Хронологічно перший з відомих трубадурів, Гільйом Аквітанський вважається родоначальником не тільки провансальської, а й європейської поезії. Життєпис XIII століття повідомляє, що: «Граф Пуатьє був одним із самих куртуазних людей на світі, і одним із самих великих обманців дам, і був він добрим лицарем, галантним і щедрим; і добре складав і співав…». До нас дійшло одинадцять віршів, написаних ним на мові ок: шість бешкетних «кансон», чотири куртуазних «кансони» і що стоїть особняком «покаянна пісня». Дослідники творчості Гільйома Аквітанського відзначають поетичну досконалість віршів і їх яскраву індивідуальність.